# Arne Thryvelli
Arne Thryvelli, född 29 december 1903 i Lund, död 27 september 1976, var en svensk målarmästare och målare.
Han var son till köpmannen August Thryvelli och Anna Maria Brock och från 1929 gift med Ingeborg Nilsson. Thryvelli studerade för bland annat Rudolf Thornberg i Malmö 1929–1930 och för Johan Jens Neumann i Köpenhamn 1932–1934 samt genom självstudier under resor till Danmark, Belgien och Frankrike under 1930-talet. Vid sidan av sitt arbete som målarmästare utförde han flera dekorationsmålningar, bland annat en takmålning på Bellinga slott, målningar i vigselrummet på Malmö rådhus, Landstingssalen och Rönneholmsgården i Malmö. Som stafflikonstnär målade han huvudsakligen figurmotiv och porträtt.